# Туре, Шейх
Шейх Тидьян Туре (фр. Cheikh Tidiane Touré; род. 25 января 1970, Дакар) — сенегальский и французский легкоатлет, специалист по прыжкам в длину. Выступал за национальные сборные Сенегала и Франции по лёгкой атлетике в период 1994—2001 годов, чемпион Всеафриканских игр, серебряный призёр чемпионата Африки, рекордсмен страны, участник двух летних Олимпийских игр.

## Биография
Шейх Туре родился 25 января 1970 года в Дакаре, Сенегал. Как легкоатлет проходил подготовку во Франции в клубе коммуны Туркуэн.
Дебютировал в лёгкой атлетике на международном уровне в 1988 году, выступив в прыжках в длину на чемпионате мира среди юниоров в Садбери.
В 1994 году вошёл в основной состав сенегальской национальной сборной и выступил на Играх франкофонов в Бондуфле, где одержал победу в прыжках в длину и занял шестое место в эстафете 4 × 100 метров.
В 1995 году в прыжках в длину победил на Всеафриканских играх в Хараре, принял участие в чемпионате мира в помещении в Барселоне и в летнем чемпионате мира в Гётеборге.
На чемпионате Африки 1996 года в Яунде стал серебряным призёром в прыжках в длину, уступив в финале лишь представителю Туниса Анису Галлали. Благодаря череде удачных выступлений удостоился права защищать честь страны на летних Олимпийских играх в Атланте — в программе прыжков в длину показал результат 7,91 метра и не смог преодолеть предварительный квалификационный этап.
После атлантской Олимпиады Туре ещё в течение некоторого времени оставался в составе легкоатлетической команды Сенегала и продолжал принимать участие в крупнейших международных соревнованиях. Так, в 1997 году он был тринадцатым на мировом первенстве в помещении в Париже и седьмым на летнем мировом первенстве в Афинах, победил на Играх франкофонов в Антананариву. Также в этом сезоне на соревнованиях в Бад-Лангензальца установил свой личный рекорд в прыжках в длину, показав результат 8,46 метра — этот результат, кроме того, являлся национальным рекордом Сенегала и рекордом Африки — он продержался более 12 лет и был превзойдён лишь в 2009 году южноафриканцем Годфри Хотсо Мокоеной.
Впоследствии Шейх Туре принял французское гражданство и на международных соревнованиях стал представлять сборную Франции. В частности, он находился в составе французской команды на чемпионате мира 1999 года в Севилье.
В 2000 году выступил на Олимпийских играх в Сиднее, здесь вновь остановился на квалификационном этапе — в первой попытке прыгнул на 7,87 метра, тогда как вторую и третью попытки провалил.
Последний раз показал сколько-нибудь значимый результат на международном уровне в сезоне 2001 года, когда в прыжках в длину занял шестое место на Средиземноморских играх в Тунисе.